# Осиповский (Иркутская область)
Осиповский — посёлок в Зиминском районе Иркутской области России. Входит в состав Масляногорского муниципального образования.

## География
Посёлок находится на расстоянии примерно 55 км к юго-западу от города Зима, административного центра района.

## Население
| 2002 | 2010 | 2011 | 2012 |
| ---- | ---- | ---- | ---- |
| 113  | ↘85  | →85  | ↘81  |

### Половой состав
По данным Всероссийской переписи, в 2010 году в посёлке проживало 85 человек (40 мужчин и 45 женщин).